# Discografia lui ATB
Discografia DJ-ului și producătorului german de muzică trance ATB constă din 9 albume de studio, 1 album compilație, 32 de single-uri, 6 albume video și 20 de videoclipuri. În timp ce ATB e cunoscut în lume în special single-urilor "9pm (Till I Come)" și "Don't Stop!", ambele fiind lansate pe primul său album de studio din 1999 Movin' Melodies, el rămâne a fi extrem de popular acasă și în Europa de est inclusiv Polonia unde albumele sale Trilogy și Future Memories au obținut Platină.

## Albume ATB

### Albume de studio
| Titlu                                                                         | Detalii album                                                                              | Poziții în topuri | Poziții în topuri | Poziții în topuri | Poziții în topuri | Poziții în topuri | Poziții în topuri | Poziții în topuri | Poziții în topuri | Poziții în topuri | Poziții în topuri | Certificări    |
| Titlu                                                                         | Detalii album                                                                              | GER               | AUT               | FIN               | HUN               | NDL               | NOR               | POL               | SWE               | SWI               | UK                | Certificări    |
| ----------------------------------------------------------------------------- | ------------------------------------------------------------------------------------------ | ----------------- | ----------------- | ----------------- | ----------------- | ----------------- | ----------------- | ----------------- | ----------------- | ----------------- | ----------------- | -------------- |
| Movin' Melodies                                                               | - Lansare: 26 aprilie 1999 - Label: Kontor Records (Universal) - Formate: CD, Cassette, LP | 38                | —                 | 11                | 7                 | 40                | 14                | —                 | 11                | —                 | 32                | - UK: Argint   |
| Two Worlds                                                                    | - Lansare: 6 noiembrie 2000 - Label: Kontor Records (Universal) - Formate: CD, Cassette    | 45                | —                 | —                 | —                 | —                 | —                 | —                 | —                 | —                 | —                 |                |
| Dedicated                                                                     | - Lansare: 28 ianuarie 2002 - Label: Kontor Records (Edel) - Formate: CD, Cassette         | 10                | 63                | 22                | 8                 | —                 | —                 | —                 | —                 | —                 | —                 | - HUN: Aur     |
| Addicted to Music                                                             | - Lansare: 28 aprilie 2003 - Label: Kontor Records (Edel) - Formate: CD, Cassette          | 8                 | —                 | —                 | 19                | —                 | —                 | 25                | —                 | —                 | —                 |                |
| No Silence                                                                    | - Lansare: 24 mai 2004 - Label: Kontor Records (Edel) - Formate: CD, Cassette              | 11                | —                 | —                 | 8                 | —                 | —                 | 9                 | —                 | —                 | —                 |                |
| Trilogy                                                                       | - Lansare: 27 aprilie 2007 - Label: Kontor Records (Edel) - Formate: CD, digital download  | 18                | —                 | —                 | —                 | —                 | —                 | 6                 | —                 | —                 | —                 | - POL:Platinum |
| Future Memories                                                               | - Lansare: 1 mai 2009 - Label: Kontor Records (Edel) - Formate: CD, Digital Download       | 12                | —                 | —                 | 28                | —                 | —                 | 6                 | —                 | —                 | —                 | - POL: Platină |
| Distant Earth                                                                 | - Lansare: 29 aprilie 2011 - Label: Kontor Records (Edel) - Formate: CD, Digital Download  | 7                 | 37                | —                 | —                 | —                 | —                 | 9                 | —                 | 60                | —                 | - POL: Platină |
| Contact                                                                       | - Lansare: 24 ianuarie 2014 - Label: Kontor Records (Edel) - Formate: CD, Digital Download | 5                 | 29                | —                 | 11                | 44                | —                 | 1                 | —                 | 44                | —                 |                |
| "—" denotes items which were not released in that country or failed to chart. |                                                                                            |                   |                   |                   |                   |                   |                   |                   |                   |                   |                   |                |

### Albume compilații
| Seven Years: 1998–2005 | - Lansare: 13 iunie 2005 - Label: Kontor Records (Edel) - Formate: CD, Digital Download | 15 | 72 | 21 | 3 |

### ATB The DJ - In The Mix
| The DJ in the Mix                                                             | - Lansare: 10 noiembrie 2003 - Label: Kontor Records (Edel) - Formate: CD, Cassette         | —  | —  | —  |            |
| The DJ 2 in the Mix                                                           | - Lansare: 15 noiembrie 2004 - Label: Kontor Records (Edel) - Formate: CD, Cassette         | —  | —  | —  |            |
| The DJ 3 in the Mix                                                           | - Lansare: 17 februarie 2006 - Label: Kontor Records (Edel) - Formate: CD, Digital Download | —  | 12 | 8  |            |
| The DJ 4 in the Mix                                                           | - Lansare: 28 decembrie 2007 - Label: Kontor Records (Edel) - Formate: CD, Digital Download | —  | 23 | 19 |            |
| The DJ 5 in the Mix                                                           | - Lansare: 1 ianuarie 2010 - Label: Kontor Records (Edel) - Formate: CD, Digital Download   | —  | 7  | 17 | - POL: Aur |
| The DJ 6 in the Mix                                                           | - Lansare: 31 decembrie 2010 - Label: Kontor Records (Edel) - Formate: CD, Digital Download | 66 | —  | 34 |            |
| "—" denotes items which were not released in that country or failed to chart. |                                                                                             |    |    |    |            |

### ATB Sunset Beach DJ Sessions
| Sunset Beach DJ Session                                                       | - Lansare: 2 iulie 2010 - Label: Kontor Records (Edel) - Formate: CD, Digital download | 4 | 7  | - POL: Aur |
| Sunset Beach DJ Session 2                                                     | - Lansare: 8 iunie 2012 - Label: Kontor Records (Edel) - Formate: CD, Digital download | — | 13 | - POL: Aur |
| "—" denotes items which were not released in that country or failed to chart. |                                                                                        |   |    |            |

## Single-uri
| Titlu                                                         | An   | Poziții în topuri | Poziții în topuri | Poziții în topuri | Poziții în topuri | Poziții în topuri | Poziții în topuri | Poziții în topuri | Poziții în topuri | Poziții în topuri | Poziții în topuri | Certificări                                            | Album                     |
| Titlu                                                         | An   | GER               | AUS               | AUT               | FIN               | HUN               | NDL               | NOR               | SWE               | SWI               | UK                | Certificări                                            | Album                     |
| ------------------------------------------------------------- | ---- | ----------------- | ----------------- | ----------------- | ----------------- | ----------------- | ----------------- | ----------------- | ----------------- | ----------------- | ----------------- | ------------------------------------------------------ | ------------------------- |
| "9 PM (Till I Come)" (feat. Yolanda Rivera)                   | 1998 | 14                | 10                | —                 | —                 | —                 | 11                | 3                 | 31                | 21                | 1                 | - AUS: Platină - NOR: Aur - SWE: Platină - UK: Platină | Movin' Melodies           |
| "Don't Stop!" (feat. Yolanda Rivera)                          | 1999 | 13                | 11                | —                 | 8                 | —                 | 17                | 8                 | 20                | 49                | 3                 | - AUS: Aur - SWE: Platină - UK: Argint                 | Movin' Melodies           |
| "Killer" (cu Woody van Eyden and Drue Williams)               | 1999 | 31                | 33                | —                 | 16                | —                 | 22                | —                 | 24                | —                 | 4                 |                                                        | Movin' Melodies           |
| "The Summer"                                                  | 2000 | 21                | —                 | —                 | 20                | —                 | —                 | —                 | 47                | 46                | —                 |                                                        | Two Worlds                |
| "The Fields of Love" (feat. York)                             | 2000 | 42                | —                 | —                 | 12                | —                 | —                 | —                 | —                 | 97                | 16                |                                                        | Two Worlds                |
| "Let U Go" (feat. Roberta Harrison)                           | 2001 | 7                 | —                 | 15                | 19                | —                 | —                 | —                 | —                 | 84                | 34                |                                                        | Two Worlds                |
| "Hold You" (feat. Roberta Harrison)                           | 2001 | 18                | —                 | 39                | 14                | 5                 | —                 | —                 | —                 | 86                | —                 |                                                        | Dedicated                 |
| "You're Not Alone" (feat. Roberta Harrison)                   | 2002 | 13                | —                 | 17                | —                 | 9                 | —                 | —                 | —                 | 80                | —                 |                                                        | Dedicated                 |
| "I Don't Wanna Stop" (feat. Roberta Harrison)                 | 2003 | 17                | —                 | 53                | 20                | 4                 | —                 | —                 | —                 | —                 | —                 |                                                        | Addicted to Music         |
| "Long Way Home" (feat. Roberta Harrison)                      | 2003 | 35                | —                 | 52                | —                 | 6                 | —                 | —                 | —                 | —                 | —                 |                                                        | Addicted to Music         |
| "In Love with the DJ/Sunset Girl"                             | 2003 | —                 | —                 | —                 | —                 | —                 | —                 | —                 | —                 | —                 | —                 |                                                        | Addicted to Music         |
| "Marrakech" (feat. Tiff Lacey)                                | 2004 | 38                | —                 | 50                | 14                | 2                 | —                 | —                 | —                 | —                 | —                 |                                                        | No Silence                |
| "Ecstasy" (feat. Tiff Lacey)                                  | 2004 | 43                | —                 | 62                | —                 | 2                 | —                 | —                 | —                 | —                 | —                 |                                                        | No Silence                |
| "Here with Me" (feat. Tiff Lacey)                             | 2004 | —                 | —                 | —                 | —                 | —                 | —                 | —                 | —                 | —                 | —                 |                                                        | No Silence                |
| "Believe in Me" (feat. Jan Löchel)                            | 2005 | 48                | —                 | 66                | 15                | —                 | —                 | —                 | —                 | —                 | —                 |                                                        | Seven Years: 1998–2005    |
| "Humanity" (feat. Tiff Lacey)                                 | 2005 | 64                | —                 | —                 | —                 | —                 | —                 | —                 | —                 | —                 | —                 |                                                        | Seven Years: 1998–2005    |
| "Let U Go (Reworked)" (feat. Jan Löchel)                      | 2005 | —                 | —                 | —                 | —                 | —                 | —                 | —                 | —                 | —                 | —                 |                                                        | Seven Years: 1998–2005    |
| "Summer Rain"                                                 | 2006 | —                 | —                 | —                 | —                 | —                 | —                 | —                 | —                 | —                 | —                 |                                                        | The DJ 3 in the Mix       |
| "Renegade" (feat. Heather Nova)                               | 2007 | 38                | —                 | 73                | 3                 | 3                 | —                 | —                 | —                 | —                 | —                 |                                                        | Trilogy                   |
| "Feel Alive" (feat. Jan Löchel)                               | 2007 | 73                | —                 | —                 | —                 | —                 | —                 | —                 | —                 | —                 | —                 |                                                        | Trilogy                   |
| "Justify" (feat. Jennifer Karr)                               | 2007 | —                 | —                 | —                 | —                 | —                 | —                 | —                 | —                 | —                 | —                 |                                                        | Trilogy                   |
| "Wrong Medication" (feat. Jades)                              | 2008 | —                 | —                 | —                 | —                 | —                 | —                 | —                 | —                 | —                 | —                 |                                                        | Non-album track           |
| "What About Us/LA Nights" (feat. Jan Löchel)                  | 2009 | 65                | —                 | —                 | —                 | —                 | —                 | —                 | —                 | —                 | —                 |                                                        | Future Memories           |
| "Behind" (feat. Flanders)                                     | 2009 | 87                | —                 | —                 | —                 | —                 | —                 | —                 | —                 | —                 | —                 |                                                        | Future Memories           |
| "9PM Reloaded"                                                | 2010 | —                 | —                 | —                 | —                 | —                 | —                 | —                 | —                 | —                 | —                 |                                                        | The DJ 5 in the Mix       |
| "Could You Believe"                                           | 2010 | —                 | —                 | —                 | —                 | —                 | —                 | —                 | —                 | —                 | —                 |                                                        | Sunset Beach DJ Session   |
| "Twisted Love" (feat. Christina Soto)                         | 2011 | —                 | —                 | —                 | —                 | —                 | —                 | —                 | —                 | —                 | —                 |                                                        | The DJ 6 in the Mix       |
| "Gold" (feat. Jansson)                                        | 2011 | —                 | —                 | —                 | —                 | —                 | —                 | —                 | —                 | —                 | —                 |                                                        | Distant Earth             |
| "Apollo Road" (feat. Dash Berlin)                             | 2011 | —                 | —                 | —                 | —                 | —                 | —                 | —                 | —                 | —                 | —                 |                                                        | Distant Earth             |
| "Move On"                                                     | 2011 | —                 | —                 | —                 | —                 | —                 | —                 | —                 | —                 | —                 | —                 |                                                        | Distant Earth             |
| "Never Give Up" (feat. Ramona Nerra)                          | 2012 | —                 | —                 | —                 | —                 | —                 | —                 | —                 | —                 | —                 | —                 |                                                        | Sunset Beach DJ Session 2 |
| "Face to Face" (feat. Stanfour)                               | 2014 | —                 | —                 | —                 | —                 | —                 | —                 | —                 | —                 | —                 | —                 |                                                        | Contact                   |
| "—" denotes releases that did not chart or were not released. |      |                   |                   |                   |                   |                   |                   |                   |                   |                   |                   |                                                        |                           |

## Videografie

### Home video
- Addicted To Music DVD (2003)
- No Silence DVD (included in "No Silence - Special Edition Album") (2004)
- Seven Years DVD (2005)
- Live In Poznan DVD (2006)
- Trilogy DVD (included in "Trilogy - The Platinum edition") (2007)
- Future Memories DVD (included in "Future Memories - Limited Edition") (2009)

### Clipuri video
As Sequential One
- Back 2 Unity (1994)
- Happy Feelings (1995)
- Pump Up The Bass (1996)
- My Love Is Hot (1996)
- I Wanna Make U (1997)
- Dreams (1997)
- Imagination (1998)
- Inspiration Vibes (1998)
- Angels (1999)

From Movin' Melodies
- 9pm (Till I Come) (1998)
- Don't Stop! (1999)
- Killer (1999)

From Two Worlds
- The Summer (2000)
- The Fields of Love (feat. York) (2000)

From Dedicated
- Let U Go (2001)
- Hold You (2001)
- You're Not Alone (2002)

From Addicted to Music
- I Don't Wanna Stop (2003)
- Long Way Home (2003)

From No Silence
- Marrakech (2004)
- Ecstasy (2004)

From Seven Years: 1998-2005
- Believe in Me (2005)
- Humanity (2005)
- Let U Go reworked (2005)

From Trilogy
- Renegade (2007)
- Feel Alive (2007)

From Future Memories
- What About Us (2009)
- L.A. Nights (2009)
- Behind (2009)

Non-album
- 9 PM Reworked (2010)
- Could You Believe (2010)

From The DJ 6 in the Mix
- Twisted Love (2011)

From Distant Earth
- Gold (2011)
- Apollo Road (2011)
- Move On (2011)

From Sunset Beach DJ Session 2
- Never Give Up (2012)

### Compilații mixate
- 1999 Fresh Volume 3 (Disc 2)
- 1999 Clubber's Guide To... Trance
- 1999 Kontor - Top Of The Clubs Volume 03 (Disc 1)
- 1999 Kontor - Top Of The Clubs Volume 04 (Disc 1)
- 2000 G.R.O.O.V.E.
- 2000 Trance Mix USA
- 2001 Trance Nation America Two (Disc 1)
- 2002 Kontor - Top Of The Clubs Volume 16 (Disc 1)
- 2010 Sunset Beach DJ session POL #16[28]
- 2012 Sunset Beach DJ session 2

### Albume de studio Sequential One
- 1995 Dance
- 1998 Energy
- 1999 Decades

### Sequential One/SQ-1
Tracks co-produced by Thomas Kukula (1993), Woody van Eyden (1996-1998) and Spacekid (1996-2002)
- 1993 "Let Me Hear You"
- 1993 "Dance/Raving"
- 1994 "Here We Go Again"
- 1994 "Back To Unity"
- 1995 "Never Start To Stop"
- 1995 "Happy Feelings"
- 1995 "Pump Up The Bass"
- 1996 "My Love Is Hot" (cu Morpha)
- 1996 "I Wanna Make You/Get Down" (cu Morpha)
- 1997 "Dreams" (cu Morpha)
- 1998 "Imagination" (cu Morpha and Barry Mullen-Pascher)
- 1998 "Inspiration Vibes"
- 1999 "Angels/Moments In Atmosphere"
- 1999 "Can You Feel..."
- 1999 "Music So Wonderful"
- 2000 "One, Two, Three"
- 2001 "Dance 2001"
- 2002 "Balare" (cu Roberto Mirto and RuDee)

### Love & Fate
All tracks co-produced by Woody van Eyden
- 1996 "Love And Fate EP"
- 1997 "Deeper Love"
- 1998 "Love And Fate Part II"

### Re-Flex
All tracks co-produced by Woody van Eyden, Spacekid, Tom Mountain, Spyker Mike and MPT
- 2000 "Lui"
- 2000 "Ubap"
- 2001 "Babadeng"
- 2002 "Headbangers Go"
- 2004 "Abdulle"
- 2007 "Lui 2007"

### Alte pseudonime
- 1993 "Deep In Your Soul", ca Space Corp 1 (cu Thomas Kukula)
- 1993 "Trance Music Was Born", ca All In Vain (cu Thomas Kukula)
- 1995 "Na Na Na", ca Beatmen (cu Stefan Heinemann)
- 1995 "Move On Groove One", ca Ironic Beat (cu Woody van Eyden)
- 1996 "(Here Comes) The Music)", ca Danny Lee
- 1996 "Suck Me", ca Naughty A.T.
- 1998 "Guitano/Beach Vibes", ca E.F.F. (cu Woody van Eyden)
- 1998 "Tower Inferno", ca Inferno DJs (cu Woody van Eyden, Kosmonova and Bass Bumpers)
- 1999 "Why Don't You", ca Inferno DJs (cu Woody van Eyden, Kevin C. Cox and Bass Bumpers)
- 1999 "Hypnotic", ca U.K.W. (cu Woody van Eyden, Spacekid and Ray Corn)
- 2000 "Electric Love", ca U.K.W. (cu Woody van Eyden, Spacekid and Ray Corn)
- 2001 "Tanztablette", ca Unit 2 (cu Alex M.O.R.P.H.)
- 2004 "Union", ca Farrago (cu Kai Tracid)

### (Co-)Producții pentru alți artiști
- 1995 DJ Jacques O. feat. Jennifer Boyce - "Kiss Me"
- 1996 Bob Doope - "A Wonderful Time (Up There)"
- 1996 Joan Robinson - "Work It Out"
- 1998 Woody van Eyden - "Freaky Wings"
- 1998 Woody van Eyden - "Fiesta in Mallorca"
- 1998 Woody van Eyden - "Time Now"
- 1999 Woody van Eyden - "Get Ready"
- 2000 Woody van Eyden - "Feels Like Flyin'"

## Remixe-uri
| - 1993: Damage Control - You’ve Got to Believe - 1993: General Base - Base of Love - 1993: General Base - I See You - 1993: General Base – Apache - 1994: Brain - I Don’t Care - 1994: Fun Factory - I Wanna B With U - 1994: Fun Factory – Pain - 1994: Zoo Ink. - Lay Down - 1994: Black Baron - What’s Your Name - 1994: Chyp Notic feat. Greg Ellis - Don’t Break The Heart - 1994: Com Eta - Far Away - 1994: Cymurai feat. Thea Austin - Magic Touch - 1994: Pia - Give a Little Love - 1994: DJ Jaques O. - Rave Can Can - 1995: Azuka feat. D.J. Honfo - Africa is Calling - 1995: DJ Bossi - Embassy of Love - 1995: Heintje - Mama ’95 - 1995: General Base - Thank U - 1995: Interactive - Tell Me When - 1995: Shee - Do You Love Me - 1995: T.H.K - So Big - 1995: Two Little Butterflies - Monja/Gimme Just A Moment - 1995: U 96 - Movin’ - 1996: Cymurai feat. Thea Austin - Let Go - 1996: Fish & Chips - Rhythm of Rain - 1996: Future Breeze - Why Don’t You Dance With Me - 1996: Hamilton Bohannon - The Stomp! - 1996: Justine Earp - Ooo-la-la-la - 1996: Marcel Romanoff - Show Me the Way to Your Heart - 1996: Megaherz – Liebeslied - 1996: Red 5 - Da Beat Goes - 1996: Technotronic - Pump Up the Jam - 1996: The Monitors - Tears of a clown - 1996: The Cool Notes - Spend the Night ’96 - 1996: Outhere Brothers - Olé Olé - 1996: Zhi-Vago - Celebrate (The Love) - 1997: 666 – Alarma - 1997: Bass Bumpers - (Keep Me) Runnin’ - 1997: Bossi - Funky Technician - 1997: C-Mania - Cross My Mind - 1997: C-Mania – Dominating - 1997: General Base - On & On - 1997: M.R. (Maggie Reilly) - Listen to Your Heart - 1997: Phantasma - Welcome to the Club - 1997: Real McCoy - One More Time - 1997: Thoka - Te Quierro Ya - 1998: Black & White Brothers - Put Your Hands Up | - 1998: Inferno DJs - Tower Inferno - 1998: Layella – Free (ATB Radio Edit) - 1998: Mazza & Go - Bitter Sweet Symphony - 1998: United DJs For Central America - Too Much Rain - 1998: The Soundlovers - Surrender - 1999: Ayla – Liebe - 1999: Blank & Jones – Cream - 1999: Bob Marley vs. Funkstar Deluxe - Sun Is Shining - 1999: Candy Beat - Saxy ’99 - 1999: Kosmonova - Acid Folk 2000 - 1999: Miss Jane - It’s a Fine Day - 1999: Miss Peppermint - Welcome to Tomorrow - 1999: Moby - Why Does My Heart Feel So Bad? - 1999: Sash! - Colour the World - 1999: Vernon’s World – Wonderer - 1999: William Orbit - Barber’s Adagio For Strings - 2000: a-ha - Minor Earth Major Sky - 2000: Andru Donalds - Precious Little Diamond - 2000: Enigma - Push the Limits - 2000: Inferno DJs - Why Don’t You - 2000: Rank 1 – Airwave - 2000: Spacekid – Tune - 2000: DJ Taucher - Science Fiction - 2000: Texas - I Don’t Want a Lover - 2000: York - Farewell to the Moon - 2001: Gouryella – Tenshi - 2001: Nino Lopez Project – Experience - 2001: Ramirez - El Gallinero - 2001: Sarah Brightman - A Whiter Shade of Pale - 2001: Signum - First Strike - 2001: Tukan - Light a Rainbow - 2001: York - Yesterday (Silence) - 2002: Atlantic Ocean - Waterfall 2002 - 2002: Kai Tracid - 4 Just 1 Day - 2003: Chicane - Daylight - 2003: Schiller - Liebe - 2005: Dance United - Help Asia! - 2005: Narcotic Thrust - When the Dawn Breaks - 2005: Farolfi & Gambafreaks vs. Moloko - A Style Suite - 2006: Mr. Sam feat. Kirsty Hawkshaw - Insight - 2006: Herbert Grönemeyer - Celebrate the Day (Offizielle Fußball Weltcup 2006 Anthem) - 2006: Above & Beyond - Can’t Sleep - 2007: Mark Norman - Ventura - 2008: Jean Michel Jarre - Vintage - 2009: Nature One Inc. - Wake Up in Yellow - 2009: Everything But The Girl - "Missing - 2010: Ich + Ich - Einer von Zweien - 2011: Lady Gaga - You And I - 2011: George Acosta feat. Emma Lock - Never Fear |

## Vocaliști în piesele lui ATB
- André Tanneberger (ATB)
- Amurai
- Drue Williams
- Melissa Loretta
- Heather Nova
- Jan Löchel
- Jennifer Karr
- Jeppe Riddervold
- Karen Ires
- Ken Harrison (Wild Strawberries)
- Madelin Zero
- Michal The Girl
- Nicole McKenna
- Roberta Carter-Harrison (Wild Strawberries)
- Tiff Lacey
- Yolanda Rivera
- Aruna
- Betsie Larkin